# The Night (canción de Disturbed)
«The Night» es una canción de la banda estadounidense de heavy metal Disturbed. Fue lanzado el 31 de marzo de 2009 como el cuarto y último sencillo de su cuarto álbum de estudio Indestructible (2008). La canción fue la primera de Indestructible que se completó musicalmente. La letra pretende retratar la noche como una entidad viva. Musicalmente, "The Night" es oscura y llena de texturas. El guitarrista de Disturbed, Dan Donegan, fue elogiado casi universalmente por su trabajo en esta canción, específicamente durante el solo de guitarra. En enero de 2009 se filmó un video musical correspondiente a la canción y luego se lanzó a finales de marzo de 2009.

## Grabación y producción
"The Night" fue la primera canción de Indestructible que se completó musicalmente. El vocalista de Disturbed, David Draiman, compuso la melodía vocal de la canción en solo tres días. Draiman explicó más tarde: "La instrumentación era tan genial, oscura y con tanta textura que me metí de lleno en ella". Esto hizo que Draiman titulase provisionalmente el disco The Night.

## Video musical
El video musical correspondiente a "The Night" fue filmado en enero de 2009, dirigido por Nobles Jones, y luego lanzado a fines de marzo de 2009. Jones se inspiró en películas de ciencia ficción y terror como Alien y The Thing, y el resultado fue "adecuado para los tonos de guitarra oscuros de la canción y las melodías vocales melancólicas".
El video musical tiene lugar en un garaje de automóviles donde Disturbed está actuando y el vocalista David Draiman está sentado frente a un automóvil, cantando. Varias veces a lo largo del video musical, se muestra una entidad oscura moviéndose detrás de Draiman, o materializándose alrededor de otros objetos. Finalmente, un oficial de seguridad nota a través de una cámara de seguridad que la entidad oscura se está materializando alrededor del automóvil, sin que Draiman ya esté allí. El oficial se dirige al automóvil y lo investiga. Luego se muestra a la banda tomando un ascensor fuera del garaje, mientras el oficial sigue investigando. La entidad oscura ataca al oficial cuando la banda sale del garaje.

## Posicionamiento en lista
| Lista (2009)               | Posición |
| -------------------------- | -------- |
| Hot Mainstream Rock Tracks | 2        |
| Hot Modern Rock Tracks     | 18       |
| Rock Songs                 | 8        |